# PRODUCE 101 JAPAN
《PRODUCE 101 JAPAN》은 2019년 9월 25일부터 TBS 계열에서 방영된 한국과 일본의 합작 리얼리티 서바이벌 프로그램이다. 참가자 101명 중에서 최종 합격자로 선발된 11명은 보이 그룹으로 데뷔한다.

## 개요
응모 자격은 일본에 거주하고 있는 외국인도 참가할 수 있다. 2019년 9월 26일 미명에 제1화(1시간 단축판)이 방송됐으며 같은 날 밤부터 웹 공개가 시작됐다.
대한민국의 PRODUCE 101 시리즈의 촬영 장소이기도 한 파주 영어 마을에서 2019년 8월에 합숙이 진행됐으며 제작 화사인 요시모토 흥업이 엠넷에게 영어 마을에서의 합숙과 이에 대한 지원을 요청했다. 방송 테마곡인 〈ツカメ 〜It's Coming〜 / 잡아라 ~It's Coming~〉도 대한민국의 작곡가인 라이언 정이 맡았다.
또, 2019년 7월부터 대한민국에서 일어난 투표 조작 사건(자세하게는 엠넷의 서바이벌 프로그램 투표 조작 사건을 참조)에 대해서는 PRODUCE 101 JAPAN 운영측에서 ‘일본판’ 독자 운영 체제로 제작되고 있기 때문에 투표 합산 작업에 대해서는 여러 회사의 스태프들의 투표 합산 팀으로 제작 업무로부터는 완전히 분리된 외부 변호사도 참여한 투표 합산 관리 체제로 진행하고 있다고 설명했으며 부정 행위는 하지 않을 것이라고 안내를 했다.

## 약력
2019년
- 4월 11일 : 《PRODUCE 101 JAPAN》 기자 회견을 했으며 국민 프로듀서 대표는 일본 코미디언 듀오인 나인티나인인 것이 발표된다.[8]
- 4월 11일 ~ 5월 31일 : 오디션 참가 접수 시작.[9]
- 6월 15, 16, 22, 23일 : 1차 심사를 진행.[1]
- 7월 13일 ~ 15일 : 2차 심사를 진행.[1]
- 9월 3일 : 본 방송의 테마 곡인 〈ツカメ～It's Coming～ / 잡아라 ~It's Coming~〉과 연습생 프로필이 공개됐다.[10][11]
- 9월 4일: 연습생들의 PR 영상과 프로필 사진이 공개됐다.[12]
- 9월 14일: 포지션 평가 (제1차 평가) 현장 녹화[13].
- 9월 21일: “SUPER C CHANNEL 2019”에 “PRODUCE 101 JAPAN” 연습생이 출연[14].
- 9월 26일(25일 심야): TBS 계열에서 첫화 방송 (단축판).
- 9월 26일:  GYAO!에서 서비스를 시작함.
- 11월 25일: 파이널(마지막화): 방청객 모집을 개시, 장소는 마쿠하리 멧세임을 발표[15].

## 대한민국의 PRODUCE101 시리즈와의 차이
- 참가자 전원이 특정 소속사에 소속되어 있지 않아서 소속사별이 아닌 방송측에서 그 연습생의 특색에 맟춰서 팀을 구성해서 등급 평가를 진행했다.
- 대한민국 PRODUCE101 시리즈에서는 등급 평가, 그룹 평가, 포지션 평가의 순으로 진행되지만 일본판에서는 등급 평가, 포지션 평가, 그룹 평가의 순서로 진행됐다.
- 한국판에서는 시청자에 의해서 연습생의 응원 홍보 및 응원 굿즈에 대해서는 특히 방송측에서 기준 등은 나타내고 있지 않지만 일본판에서는 명확히 승인하는 조건이 아래와 같이 나타나 있다[16]
  - 홍보 ·  응원에 사용 가능한 소재는 공식 로고, 공식 홈페이지에 게재되어 있는 연습생 프로필(방송에서는 ‘応援素材→응원소재’라고 불린다)에 한함
  - 응원 소재 중, 연습생 얼굴을 가공, 수정 등은 금지 (단, 응원 소재에 글자 첨부, 연습생의 얼굴 부분을 이미지 편집 소프트웨어 등을 사용해서 잘라내는 것은 가능）
  - 연습생, 방송 관계자, 다른 국민 프로듀서에 의한 제3자에 의한 저작권 침해 금지
  - 응원 소재 사용 기간은 2019년 9월 25일부터 12월 31일까지
  - 옥외 광고, 전자 간판 광고 등, 공공의 장소에서 비용이 발생하는 방법으로 응원을 실시할 때에는 운영 사무국에 사전에 개요를 메일로 공유할 것
- 연습생 SNS 업로드 매너 위반 등에서는 대한민국판인 PRODUCE 101 시즌 2에서 사례가 있지만[주 1]. 이 때는 자유가 발생했을 때메 방송측에서 대응을 결정했다. 일본판에서는 SNS 업로드 매너 위반 등에 대해서는 공식 계정에 게재되어 있는 ‘최애CAM’ 등의 개인 영상을 최소 1주일 정도 비공개하는 것으로 결정했다[17]. 또한, 실제로 규칙 위반을 인정한 연습생에게는 컨셉트 배틀의 ‘최애CAM’ 공개를 1주일 정지가 취해졌다[18].

## 방송 · 공개 일정
TBS 계열에서 첫화와 최종화만 방송 예정.
GYAO!에서 매주 목요일 21시부터 첫 화 공개(공개 시간은 2 ~ 3시간 정도, 마지막화는 제외). 본편 종료 후인 23시 30분부터 아카이브 공개. 마지막화는 21시부터 지상파에서의 생방송 종로 직후에 라이브 공개, 2019년 12월 12일 0시부터 아카이브 공개.
| PRODUCE 101 JAPAN 방송 및 공개 일정 | PRODUCE 101 JAPAN 방송 및 공개 일정 | PRODUCE 101 JAPAN 방송 및 공개 일정 | PRODUCE 101 JAPAN 방송 및 공개 일정                      |
| 화수                                | 날짜                                | 방송 분량                           | 내용                                                     |
| ----------------------------------- | ----------------------------------- | ----------------------------------- | -------------------------------------------------------- |
| 1                                   | 2019년 9월 26일                     | 109분                               | 등급 평가                                                |
| 2                                   | 2019년 10월 3일                     | 131분                               | 등급 평가                                                |
| 2                                   | 2019년 10월 3일                     | 131분                               | 테마곡 레슨                                              |
| 3                                   | 2019년 10월 10일                    | 179분                               | 재평가                                                   |
| 3                                   | 2019년 10월 10일                    | 179분                               | 테마곡 센터 선발                                         |
| 3                                   | 2019년 10월 10일                    | 179분                               | 포지션 평가                                              |
| 4                                   | 2019년 10월 17일                    | 154분                               |                                                          |
| 5                                   | 2019년 10월 24일                    | 149분                               | 제1차 순위 발표식, 나인티나인 특별 클래스                |
| 5                                   | 2019년 10월 24일                    | 149분                               | 등급별 대항 댄스 배틀, 비주얼 센터 발표                  |
| 6                                   | 2019년 10월 31일                    | 110분                               | 그룹 배틀 평가                                           |
| 7                                   | 2019년 11월 7일                     | 135분                               | 그룹 배틀 평가                                           |
| 8                                   | 2019년 11월 14일                    | 121분                               | 컨셉트 평가 과제곡 발표, 임시 그룹 결정, 2차 순위 발표식 |
| 9                                   | 2019년 11월 21일                    | 139분                               | 그룹 재편, 히든 박스                                     |
| 9                                   | 2019년 11월 21일                    | 139분                               | 컨셉트 평가                                              |
| 10                                  | 2019년 11월 28일                    | 118분                               |                                                          |
| 10                                  | 2019년 11월 28일                    | 118분                               | 귀요미 비주얼 센터는 누구?                               |
| 11                                  | 2019년 12월 5일                     | 110분                               | 제3차 순위 발표식, 데뷔 평가곡 발표                      |
| 12                                  | 2019년 12월 11일                    |                                     | 최종 선발자 발표 (생방송)                                |

## 출연자
- 국민 프로듀서 대표: 나인티나인 (오카무라 타카시, 야베 히로유키)
- 댄스 트레이너 : A-NON, WARNER
- 랩 트레이너 : 사이프레스 우에노, Bose
- 보컬 트레이너 : 스가이 히데노리, 야스쿠라 사야카

## 참가자
| 순위 | 이름            | 소속사                 | 소속그룹                   |
| ---- | --------------- | ---------------------- | -------------------------- |
| 1위  | 오히라 쇼세이   | 라포네                 | JO1                        |
| 2위  | 카와시리 렌     | 라포네                 | JO1                        |
| 3위  | 카와니시 타쿠미 | 라포네                 | JO1                        |
| 4위  | 키마타 쇼야     | 라포네                 | JO1                        |
| 5위  | 킨죠 스카이     | 라포네                 | JO1                        |
| 6위  | 코노 준키       | 라포네                 | JO1                        |
| 7위  | 사토 케이고     | 라포네                 | JO1                        |
| 8위  | 시로이와 루키   | 라포네, 前쟈니스사무소 | JO1, 前쟈니스주니어, 前YsR |
| 9위  | 츠루보 시온     | 라포네, 前FNC          | JO1                        |
| 10위 | 마메하라 잇세이 | 라포네                 | JO1                        |
| 11위 | 요나시로 쇼     | 라포네                 | JO1                        |

## 평가

### 등급 평가
각 그룹에서 선보인 주요 퍼포먼스 곡은 아래와 같다. (하늘색으로 표시한 무대는 GYAO!에서만)
| 등급 평가 사용곡             | 등급 평가 사용곡  | 등급 평가 사용곡                                            | 등급 평가 사용곡       | 등급 평가 사용곡 |
| 팀명                         | 이름              | 노래 제목                                                   | 원곡 가수              | 공식 영상        |
| EP.01                        | EP.01             | EP.01                                                       | EP.01                  | EP.01            |
| ---------------------------- | ----------------- | ----------------------------------------------------------- | ---------------------- | ---------------- |
| 反逆のプリンス 반역의 프린스 | 우라노 슈타       | FAKE SHOW                                                   | Da-iCE                 | 〇               |
| 反逆のプリンス 반역의 프린스 | 시로이와 루키     | FAKE SHOW                                                   | Da-iCE                 | 〇               |
| 反逆のプリンス 반역의 프린스 | 혼다 코스케       | FAKE SHOW                                                   | Da-iCE                 | 〇               |
| 反逆のプリンス 반역의 프린스 | 미츠이 료         | FAKE SHOW                                                   | Da-iCE                 | 〇               |
| プチメン 쁘띠맨              | 코마츠 코신       | NANIMONO (feat.요네즈 켄시)                                 | 나카타 야스타카        | 〇               |
| プチメン 쁘띠맨              | 미야지마 유고     | NANIMONO (feat.요네즈 켄시)                                 | 나카타 야스타카        | 〇               |
| プチメン 쁘띠맨              | 야마모토 켄타     | NANIMONO (feat.요네즈 켄시)                                 | 나카타 야스타카        | 〇               |
| Team Breakin'                | 아오키 마사나미   | FIRE                                                        | DEXPISTOLS feat.Zeebra | 〇               |
| Team Breakin'                | 오카다 타케히로   | FIRE                                                        | DEXPISTOLS feat.Zeebra | 〇               |
| SION                         | 츠루보 시온       | Why? (Keep Your Hand Down)                                  | 동방신기               | 〇               |
| シックスパックス 식스팩스    | 안도 토모아키     | ワタリドリ 철새                                             | ［ALEXANDROS］         | 〇               |
| シックスパックス 식스팩스    | 코노 준키         | ワタリドリ 철새                                             | ［ALEXANDROS］         | 〇               |
| シックスパックス 식스팩스    | 요나시로 쇼       | ワタリドリ 철새                                             | ［ALEXANDROS］         | 〇               |
| UN Backers                   | 오히라 쇼세이     | MY SWAGGER                                                  | GOT7                   | 〇               |
| UN Backers                   | 카와시리 렌       | MY SWAGGER                                                  | GOT7                   | 〇               |
| UN Backers                   | 야마다 사토시     | MY SWAGGER                                                  | GOT7                   | 〇               |
| アスリートBOYS 애슬리트 BOYS | 안도 유           | ダンシング・ヒーロー（Eat You Up） 댄싱 히어로 (Eat You Up) | 오기노메 요코          |                  |
| アスリートBOYS 애슬리트 BOYS | 이케모토 마사요시 | ダンシング・ヒーロー（Eat You Up） 댄싱 히어로 (Eat You Up) | 오기노메 요코          |                  |
| アスリートBOYS 애슬리트 BOYS | 스즈키 신준       | ダンシング・ヒーロー（Eat You Up） 댄싱 히어로 (Eat You Up) | 오기노메 요코          |                  |
| アスリートBOYS 애슬리트 BOYS | 테라시 케이       | ダンシング・ヒーロー（Eat You Up） 댄싱 히어로 (Eat You Up) | 오기노메 요코          |                  |
| アスリートBOYS 애슬리트 BOYS | 나카바야시 토이   | ダンシング・ヒーロー（Eat You Up） 댄싱 히어로 (Eat You Up) | 오기노메 요코          |                  |
| アスリートBOYS 애슬리트 BOYS | 니시노 토모야     | ダンシング・ヒーロー（Eat You Up） 댄싱 히어로 (Eat You Up) | 오기노메 요코          |                  |
| アスリートBOYS 애슬리트 BOYS | 유키 타츠키       | ダンシング・ヒーロー（Eat You Up） 댄싱 히어로 (Eat You Up) | 오기노메 요코          |                  |
| 九州漢組 규슈 사나이조       | 오미즈 리쿠토     | Choo Choo TRAIN                                             | EXILE                  |                  |
| 九州漢組 규슈 사나이조       | 오자와 나오키     | Choo Choo TRAIN                                             | EXILE                  |                  |
| 九州漢組 규슈 사나이조       | 사토 카즈토       | Choo Choo TRAIN                                             | EXILE                  |                  |
| 九州漢組 규슈 사나이조       | 토코나미 시온     | Choo Choo TRAIN                                             | EXILE                  |                  |
| 慶應BOYS 게이오 BOYS         | 코마자쿠 유키     | STAY TUNE                                                   | Suchmos                |                  |
| 慶應BOYS 게이오 BOYS         | 마츠쿠라 하루카   | STAY TUNE                                                   | Suchmos                |                  |
| DDD                          | 사사키 마오       | SHAKE                                                       | SMAP                   |                  |
| DDD                          | 칸노 마사히로     | SHAKE                                                       | SMAP                   |                  |
| DDD                          | 니시오 코키       | SHAKE                                                       | SMAP                   |                  |
| 純真 순진                    | 아루자마 유진     | 行くぜっ！怪盗少女 가자! 괴도 소녀                          | 모모이로 클로버 Z      |                  |
| 純真 순진                    | 쿠티에레스 타케루 | 行くぜっ！怪盗少女 가자! 괴도 소녀                          | 모모이로 클로버 Z      |                  |
| 팬팬                         | 쿠마자와 후미야   | じょいふる 조이풀                                           | 이키모노가카리         |                  |
| 팬팬                         | 하타 켄가         | じょいふる 조이풀                                           | 이키모노가카리         |                  |
| Team DK                      | 이쿠미 히로토     | Love so sweet                                               | 아라시                 | ○                |
| Team DK                      | 키타가와 레이토   | Love so sweet                                               | 아라시                 | ○                |
| Team DK                      | 사토 류지         | Love so sweet                                               | 아라시                 | ○                |
| Team DK                      | 타구치 케이야     | Love so sweet                                               | 아라시                 | ○                |
| Team DK                      | 후루야 아키히토   | Love so sweet                                               | 아라시                 | ○                |
| 마메하라 잇세이              | 마메하라 잇세이   | EXCITE                                                      | 미우라 다이치          | 〇               |
| Smile MAGIC                  | 이와사키 류토     | AAA                                                         | MAGIC                  | 〇               |
| Smile MAGIC                  | 오사와 슌야       | AAA                                                         | MAGIC                  | 〇               |
| Smile MAGIC                  | 하야시 류타       | AAA                                                         | MAGIC                  | 〇               |
| ダンサーhico 댄서 hico       | 이마니시 마사히코 | レーザービーム 레이저 빔                                    | Perfume                | 〇               |
| EP.02                        |                   |                                                             |                        |                  |
| 우에하라 준                  |                   |                                                             |                        |                  |

## 방송 코너
여기서는 연습생 평가 이외의 방송 코너(미방영 · 웹한정 포함)에 대해서 서술한다.

### 웹 한정
- 국민 프로듀서를 향한 공약 - 연습생이 11명으로 선발되어 데뷔할 때에 이루게 될 공약을 발표.

| 아오키 마사나미   | 세상에서 나밖에 할 수 없는 브레이크댄스를 보일 것                                | 〇 | 아게다 마사키     | 미야코섬의 추천 명소를 가르쳐 줄 것                               | 〇 |
| 아루자마 유진     | 테마곡을 추면서 매운 것을 먹을 것                                                | 〇 | 안도 토모아키     | 모두의 집에서 망가진 것은 뭐라도 고칠 것                          | 〇 |
| 안도 유           | 맛있는 차오판(중국식 볶음밥)을 만들 것                                           | 〇 | 이민혁            | 101명에게 사인을 선물                                             | 〇 |
| 이쿠미 히로토     | 여장하고 “PRODUCE 48” 테마곡을 출 것                                             | 〇 | 이케모토 마사요시 | 전국 원하는 곳 어디라도 갈 것                                     | 〇 |
| 이시이 켄타로     | 혼자서 유령의 집에 들어갈 것                                                     | 〇 | 이시이 유키       | 시청자가 요청한 곡을 피아노로 연주                                | 〇 |
| 이소하타 하야토   | 보육 모니터링, 학교 방문 출장 댄스 레슨, 팬미팅                                  | 〇 | 이나요시 히카리   | 스카이 다이빙을 하면서 프리스타일 랩                              | 〇 |
| 이노우에 미나토   | 모두에게 매니큐어를 칠할 것                                                      | 〇 | 이마니시 마사히코 | 꽃밭 속에서 직녀 앞에서 춤출 것                                   | 〇 |
| 이와사키 류토     | 악수회를 열어서 팬 전원과 악수                                                   | 〇 | 우에하라 준       | 복근을 보일 것                                                    | 〇 |
| 우치다 슈토       | 말레이시아와 효고현의 모교에 가서 콘서트를 할 것                                 | 〇 | 우라노 슈타       | 피아노를 치면서 노래 선물을 할 것                                 | 〇 |
| 오카와 레이야     | 오리지널 브랜드를 만들어서 101명에게 선물                                        | 〇 | 오사와 슌야       | 세미 더블 사이즈의 사인 사진을 11명에게 선물                      | 〇 |
| 오히라 쇼세이     | 복근을 만들 것 (단련시키고 보여줄 것)                                            | 〇 | 오미즈 리쿠토     | 혼자 만담을 보여줄 것                                             | 〇 |
| 오카다 타케히로   | -                                                                                | -  | 오카노 카이토     | 101명에게 사인이 있는 오리지널 캐릭터를 그려서 선물               | 〇 |
| 오자와 나오키     | 수제 와라비모치를 후쿠오카에서 배포                                              | 〇 | 카타가미 유시     | 11명 전원이 무인도에서 자급자족                                   | 〇 |
| 카와시리 렌       | 데뷔곡 등의 안무 설명 연상을 공개                                                | 〇 | 카와니시 타쿠미   | 국민 프로듀서와 노래방 대회                                       | 〇 |
| 칸노 마사히로     | 국민 프로듀서를 싱글 캐치                                                        | 〇 | 키타오카 켄토     | 사인회에서 3점 세트 애교를 할 것                                  | 〇 |
| 키타가와 히카루   | 여장을 공개                                                                      | 〇 | 키타가와 레이토   | 일류 제과사에게서 수업을 받고 케이크를 만들 것                    | 〇 |
| 키하라 타이치     | 음료 없이 모미지 교자를 101개 먹을 것                                            | 〇 | 키마타 쇼야       | 지금 단련하고 있는 근육을 보일 것                                 | 〇 |
| 김희천            | 국민 프로듀서를 위해서 곡을 만들 것                                              | 〇 | 김윤동            | 팬과 함께 관람차를 탈 것                                          | 〇 |
| 킨조 스카이       | 자신을 필요로 하는 어디라도 갈 것                                                | 〇 | 쿠사치 료노       | 허그회를 개최                                                     | 〇 |
| 쿠티에레스 타케루 | 팬과 아이스와 버블 티를 먹을 것                                                  | 〇 | 쿠마자와 후미야   | 팬과 테니스를 할 것                                               | 〇 |
| 쿠로카와 류세이   | 국민 프로듀서의 댄스 요청에 응할 것                                              | 〇 | 코노 준키         | 까르보나라 파티를 개최                                            | 〇 |
| 코가 카즈마       | 번지 점프에 도전                                                                 | 〇 | 코마자쿠 유키     | 응원해준 사람이 출연하는 PV를 만들 것                             | 〇 |
| 코마츠 코신       | 팬과 가까워질 이벤트를 개최할 것                                                 | 〇 | 코야마 쇼고       | 댄스 워크샵을 열 것                                               | 〇 |
| 사사키 마오       | 팬 11명과 완두떡 파티                                                            | 〇 | 사토 라이라       | 셀프 프로듀스한 ‘사토 라이라’ 투어                                | 〇 |
| 사토 류지         | 매우싫어하는 바나나를 먹고 테마곡을 출 것                                        | 〇 | 사토 케이고       | 유명 심령 명소를 혼자 돌아다닐 것                                 | 〇 |
| 사노 후미야       | 국민 프로듀서의 요청곡을 출 것                                                   | 〇 | 시로이와 루키     | 국민 프로듀서를 위해서 곡을 만들어서 선보일 것                    | 〇 |
| 스즈키 신준       | 모교를 위해서 11명이 개선(凱旋) 라이브                                           | 〇 | 스즈키 미야비     | 알몸에 자켓으로 퍼포먼스를 할 것                                  | 〇 |
| 스즈키 겐         | 자신이 가장 좋아하는 향기의 비누를 만들어서 여러분에게 배포할 것                 | 〇 | 타카노 아키라     | 혼자서 후지산 등정                                                | 〇 |
| 타키자와 츠바사   | 전국 각지에서 자신의 스타일의 댄스 워크샵 개최                                   | 〇 | 타구치 케이야     | 달콤한 대사와 키스 얼굴                                           | 〇 |
| 타나카 유야       | 전국(47개 도도부현)에서 댄스 워크샵 개최                                         | 〇 | 정영훈            | 일본에서 1일 선생이 되어서 한국어를 가르칠 것                     | 〇 |
| 츠루보 시온       | 국민 프로듀서를 위해서 손편지를 읽을 것                                          | 〇 | 테라시 케이       | 아시아의 시골에서 영어 사업을 할 것                               | 〇 |
| 토고 요시키       | 카메라 목선으로 무심한 이야기에서 미야자키 방언으로 ‘고백’                       | 〇 | 토코나미 시온     | 데뷔로부터 1년 후에 몸을 단려시켜서 선보일 것                     | 〇 |
| 나카가와 긴스케   | 악수회 개최                                                                      | 〇 | 나카가와 카츠나리 | 팬 101명에게 감사의 손 편지를 쓸 것                               | 〇 |
| 나카자토 소라     | 나가사키현 사세보시에서 CD 발매시의 사인회 개최                                  | 〇 | 나카타니 휴가     | 혼자서 유령의 집을 들어갈 것                                      | 〇 |
| 나카니시 나오키   | 핸드볼 100개 슛                                                                  | 〇 | 나카노 류노스케   | 유명 음식점에서 수행을 하고 국민 프로듀서에게 손 요리를 대접할 것 | 〇 |
| 나카바야시 토이   | 47개 도도부현의 1개 현의 1개 학교 서프라이즈 방문할 것                           | 〇 | 나카모토 타이가   | 악수회에서 전국 투어 개최                                         | 〇 |
| 니시 료타로       | 국민 프로듀서 앞에서 여장하고 걸 댄스                                            | 〇 | 니시오 코키       | 라이브에서 팬에게 요청받은 팬 서비스는 반드시 할 것               | 〇 |
| 니시노 토모야     | 국민 프로듀서와 풋살을 할 것                                                     | 〇 | 니시야마 카즈키   | 국민 프로듀서와 작사 단계부터 곡 제작해서 레코딩                  | 〇 |
| 하세가와 레오     | 피아노로 오리지널 송을 연주하면서 노래                                           | 〇 | 하타 켄고         | 자신의 작사곡을 만들 것                                           | 〇 |
| 하야시 류타       | 사인이 있는 사진집을 낼 것                                                       | 〇 | 후쿠치 쇼         | 오리리널 그림 책을 완성시킬 것                                    | 〇 |
| 후루야 아키히토   | 101km 달려서 팬을 만나러 갈 것                                                   | 〇 | 혼다 코스케       | 댄스 교시를 개최                                                  | 〇 |
| 마츠쿠라 하루카   | 메이크 기획, 시부야에서 프리허그, 혼자서 유령의 집, 싫어하는 동물 극복, 백덤블링 | 〇 | 마메하라 잇세이   | 폭포 수행을 할 것                                                 | 〇 |
| 미가키다 칸타     | 투표해준 인원과 악수                                                             | 〇 | 미츠이 료         | 복근을 달련한 모습을 무대에서 보일 것                             | 〇 |
| 미야자토 타츠토시 | 국민 프로듀서와 연습생 전원과 만남을 개최할 것                                   | 〇 | 미야지마 유고     | 여장을 하고 테마곡을 춤출 것                                      | 〇 |
| 모리 신지로       | 디자인한 티셔츠를 손수 선물할 것                                                 | 〇 | 야마다 사토시     | 디자인한 티셔츠를 손수 선물할 것                                  | 〇 |
| 야마다 쿄         | 낫토 1.1kg 먹을 것                                                               | 〇 | 야마모토 켄타     | 응원해준 사람들과 파티를 개최                                     | 〇 |
| 유키 타츠키       | 오리지널 곡을 선보일 것                                                          | 〇 | 요나시로 쇼       | 자신이 작사작곡해서 그룹을 대표하는 1곡을 보낼 것                 | 〇 |
| 요네하라 쇼헤이   | 전국의 유치원에 갈 것                                                            | 〇 | 와타나베 코키     | 지방으로 찾아가서 무료 라이브                                     | 〇 |
| 와타나베 타이키   | 남자다운 몸으로 섹시 댄스를 선보일 것                                            | 〇 | 와타나베 류세이   | 테마곡을 상반신 노출로 춤을 추고 마지막에 백텀블링을 할 것        | 〇 |
| 하타 켄야         | 팬 여러분과 식사 모임을 가질 것                                                  | 〇 |                   |                                                                   |    |

- 初放送カウントダウン→첫 방송 카운트다운 - 연습생이 방송 시작까지의 카운트다운(放送開始まであと〇〇日→방송 시작까지 앞으로 〇〇일)을 하는 영상
- ガチンコマッスル対決→가친코 머슬 대결 - 시간 제한 내에 팔굽혀펴기, 복근 운동을 많이 한 연습생이 30초 PR 타임을 갖는다.

## 심사 및 결과 발표

### 온라인 투표
투표는 투표자가 야후! 재팬 ID로 로그인해서 연습생 101명 중에서 투표하고 싶은 연습생의 ‘投票ボックス追加→투표 박스 추가’ 버튼을 클릭한다. 총 11명을 선택하는 방법으로 진행된다.
- 대상 투표 기간
  - 1차 투표: 2019년 9월 26일 오전 12시 1분 ~ 2019년 10월 18일 오전 4시 59분 (임의의 연습생 11명을 투표)

## 같이 보기
- 네버랜드
- 붐 트리거
- OWV
- 엔진
- BXW

### 내용주
1. ↑  시즌 2에서 컨셉트 평가 매칭 투표에 SNS로 투표를 유도한 것으로 마지막에 평가를 할다하는 패널티를 과했다.

### 참조주
1. 1 2 3  “応募要項” [응모 요항]. 《PRODUCE 101 JAPAN OFFICIAL SITE》 (일본어). 2019년 4월 11일에 원본 문서에서 보존된 문서. 2019년 4월 13일에 확인함.
2. ↑  “日本版『PRODUCE 101』始動 2020年デビューのグローバルなボーイズグループ選考へ” [일본판 “PRODUCE 101 JAPAN” 시동 2020년 데뷔 글로벌한 보이 그룹 심사로]. 《ORICON NEWS》 (일본어). 2019년 4월 11일.
3. ↑  PRODUCE 101 JAPAN 공개 시간표
4. ↑  “すでに多くのファンも！？「PRODUCE 101 JAPAN」話題の5人に注目…韓国で活動したアイドルから人気YouTuberまで” [이미 대부분의 팬도!? “PRODUCE 101 JAPAN” 화제의 5명에게 주목…대한민국에서 활동한 아이돌부터 인기 유튜버까지]. 《Newsen》 (일본어). 2019년 9월 23일.
5. ↑  “ライアン・チョン「PRODUCE 101 JAPAN」主題歌の作曲に参加” [라이언 정, “PRODUCE 101 JAPAN” 주제가 작곡에 참가]. 《Newsen》 (일본어). 2019년 9월 5일.
6. ↑  “『PRODUCE 101』日本版に「不正はございません」 韓国での疑惑受け運営が声明” [“PRODUCE 101” 일본판에 ‘부정 행위는 없습니다’ 한국에서의 의혹을 받아 운영이 성명]. 《ORICON NEWS》 (일본어) (oricon ME). 2019년 11월 15일. 2019년 12월 6일에 확인함.
7. ↑  “『PRODUCE 101』シリーズの不正投票操作に関する一連の報道について” [“PRODUCE 101” 시리즈의 투표 조작 사건에 대한 일련의 보도에 대해서]. 《PRODUCE 101 JAPAN 공식 홈페이지》 (일본어). 2019년 11월 15일. 2019년 11월 16일에 원본 문서에서 보존된 문서.
8. ↑  김태우 (2019년 4월 11일). “일본판 프로듀스 101 '프로듀스 101 JAPAN'이 제작된다”. 《HUFFPOST》. 2019년 4월 14일에 확인함.
9. ↑  PRODUCE 101 JAPAN (2019년 4월 10일). 《2019年 PRODUCE 101 JAPAN始動！ エントリー受付中！（15秒ver)》 [2019년 PRODUCE 101 JAPAN 시동! 참가 접수중! (15초 ver)]. 《유튜브》 (일본어). 2019년 4월 13일에 확인함.
10. ↑  “PRODUCE 101 JAPANのパフォーマンス映像 『ツカメ～It's Coming～』が公開！” [PRODUCE 101 JAPAN의 퍼포먼스 영상 ‘잡아라 ~It's Coming~’를 공개!]. 《PRODUCE 101 JAPAN OFICIAL SITE》 (일본어). 2019년 9월 3일. 2019년 9월 6일에 원본 문서에서 보존된 문서. 2019년 9월 4일에 확인함.
11. ↑  “PRODUCE 101 JAPAN　練習生のプロフィール公開！” [PRODUCE 101 JAPAN 연습생 프로필 공개!]. 《PRODUCE 101 JAPAN OFICIAL SITE》 (일본어). 2019년 9월 3일. 2019년 9월 2일에 원본 문서에서 보존된 문서. 2019년 9월 4일에 확인함.
12. ↑  “練習生撮り下ろし写真公開！” [연습생들의 프로필 사진 공개!]. 《PRODUCE 101 JAPAN OFICIAL SITE》 (일본어). 2019년 9월 4일. 2020년 8월 3일에 원본 문서에서 보존된 문서. 2019년 9월 4일에 확인함.
13. ↑  “PRODUCE 101 JAPAN 「第1次 現場評価」のスタジオ観覧募集” [PRODUCE 101 JAPAN  ‘제1차 현장 평가’의 스튜디오 방청객 모집]. 《PRODUCE 101 JAPAN》 (일본어). 2019년 9월 3일. 2019년 9월 15일에 원본 문서에서 보존된 문서.
14. ↑  “PRODUCE 101 JAPAN 練習生のプロフィール公開！” [PRODUCE 101 JAPAN 연습생의 프로필 공개!]. 《PRTIME》 (일본어). 2019년 9월 12일. 2019년 9월 15일에 원본 문서에서 보존된 문서.
15. ↑  “PRODUCE 101 JAPAN　「ファイナル（最終回）」観覧募集のお知らせ” [PRODUCE 101 JAPAN ‘파이널 (마지막화)’ 방청객 모집 안내] (일본어). 2019년 11월 25일. 2019년 11월 25일에 원본 문서에서 보존된 문서.
16. ↑  “PRODUCE 101 JAPAN　国民プロデューサーの皆様へ　推しMENを応援するにあたってのお知らせ” [PRODUCE 101 JAPAN 국민 프로듀서 여러분에게, 최애MEN을 응원하기에 있어서의 안내] (일본어). 2019년 9월 25일. 2019년 11월 25일에 원본 문서에서 보존된 문서.
17. ↑  “PRODUCE 101 JAPAN　練習生のSNS投稿に関する罰則規定について” [PRODUCE 101 JAPAN 연습생의 SNS 업로드에 관한 벌칙 규정에 대해서]. 《PRODUCE 101 JAPAN》 (일본어). 2019년 10월 23일. 2019년 11월 25일에 원본 문서에서 보존된 문서.
18. ↑  “「推しカメラ」公開1週間停止のお知らせ” [‘최애CAM’ 공개 1주일 정지 안내]. 《PRODUCE 101 JAPAN》 (일본어). 2019년 11월 21일. 2019년 11월 25일에 원본 문서에서 보존된 문서.
19. ↑  “PRODUCE 101 JAPAN　国民投票” [PRODUCE 101 JAPAN 국민 투표]. 《gyao!》 (일본어). 2019년 9월 15일에 원본 문서에서 보존된 문서.